# Давлетшина Зіля Мінніярівна
Давле́тшина Зіля́ Міння́рівна (*23 січня 1953, місто Уфа) — етнограф, кандидат історичних наук (1998).

## Біографія
Зіля Мінніярівна народилась у місті Уфа, Башкортостан. 1978 року закінчила Башкирський державний університет, з 1989 року працювала в відділі етнології (з 2000 року — старший науковий співробітник) Інституту етнологічних досліджень УНЦ РАН.

## Наукова робота
Наукова діяльність присвячена декоративно-прикладному мистецтву (вишивка, ткацтво тощо), традиціям та обрядам татар, башкирів та інших народів Башкортостану, а також етнодемографії. Провела систематизація та узагальнення музейних колекцій Башкортостану, Пермського краю, Оренбурзької області, міст Мензелінськ та Єкатеринбург, Державного музею мистецтва народів Сходу (Москва) та Всеросійського музею декоративно-прикладного і народного мистецтва (Москва), Музею антропології і етнографії імені Петра Великого (Санкт-Петербург) та Російського етнографічного музею (Санкт-Петербург). Брала участь у понад 30 етнографічних експедиціях по Башкортостану, Татарстану, Оренбурзькій і Свердловській областях, Пермському краї. Автор понад 85 наукових робіт.

### Наукові праці
- Татарское население Башкортостана: этнодемографические исследования. Уфа, 2001
- Женское рукоделие у башкир (прошлое и настоящее). Уфа, 2011
- Декоративные изделия в обрядах жизненного цикла башкир. Уфа, 2012